# Бредлі Ешбі
Бредлі Ешбі (англ. Bradlee Ashby, 23 листопада 1995) — новозеландський плавець.
Учасник Олімпійських Ігор 2016 року.